# Wir haben es nicht gewußt

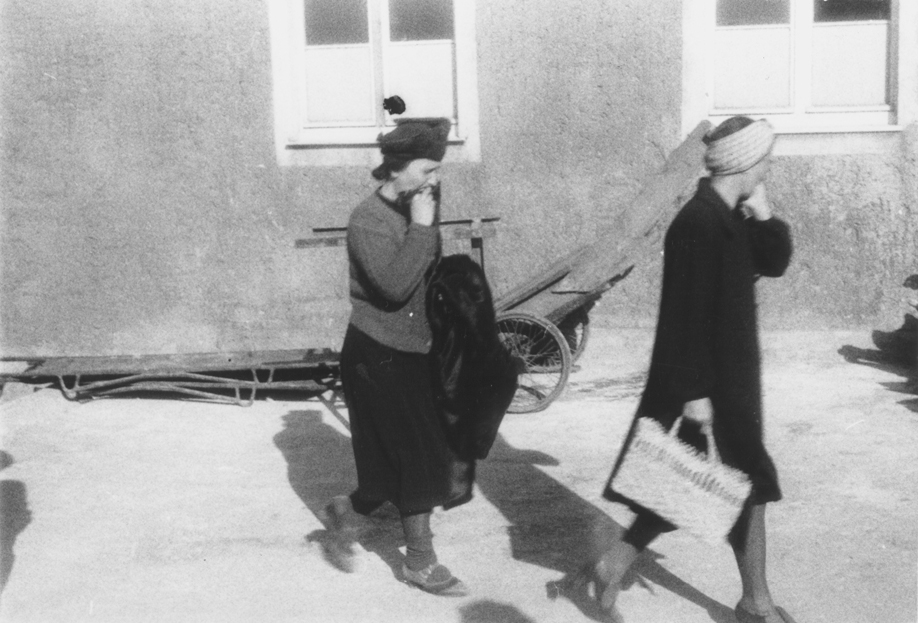
Burgers uit Weimar bezoeken gedwongen het concentratiekamp Buchenwald

Wir haben es nicht gewußt (Nederlandse vertaling: "Wij hebben het niet geweten") was in de jaren na de Tweede Wereldoorlog een ironische zegswijze over de houding van de Duitse bevolking rond de Holocaust.

## Achtergrond
De uitdrukking is toegeschreven aan de Duitse burgers van Weimar die op 15 april 1945 door de geallieerden gedwongen werden het net bevrijde nabijgelegen concentratiekamp Buchenwald te bezoeken. Daar waren ze getuige van opgestapelde menselijke resten, crematoria en uitgemergelde gevangenen. Omdat het het eerste concentratiekamp was dat bij de verovering niet vernietigd was, is het bezoek uitgebreid op film vastgelegd en getoond in bioscoopjournaals en tijdschriften. Volgens de overlevering "... stamelden de Duitsers onophoudelijk één zin: Wir haben es nicht gewusst".
De uitdrukking zou echter ook een Nederlandse vondst kunnen zijn, want in februari en maart 1945 publiceerden verzetskranten uit Vrij Nederland het artikel 'Het Herrenvolk begint al te likken', waarin de uitdrukking in de mond wordt gelegd van de Duitsers.
HET HERRENVOLK BEGINT AL TE LIKKEN.
Nu de Russen in Duitschland staan, heeft de Duitsche regeering het slaan en mishandelen van Russische krijgsgevangenen verboden. Ook in vele andere opzichten is de behandeling beter geworden. De sadisten worden dus menschelijker nu de vergelding dichterbij komt. Het is een nieuw bewijs van de slapheid en karakterloosheid van den Duitscher. Slaan als hij sterk is, trappen als hij zwak is. Het is tevens een klein voorproefje van hetgeen ons te wachten staat als de Heeren straks voor de rechtbanken der wereld gesleept zullen worden. "Wir haben es nicht gewollt, wir haben es nicht gewuszt". Wat zullen ze welsprekend zijn, maar de millioenen onschuldig vermoorden uit alle landen van Europa zullen altijd nog duidelijker spreken; een taal, die beter verstaan en eerder geloofd zal worden.— Vrij Nederland: nieuwsbulletin voor Noord Noord-Holland, 24 februari 1945

## Bekendheid met de Holocaust
Onderzoeker David Bankier concludeerde in 1995 dat de genocide een publiek geheim was.
Ook in Nederland volgden discussies in hoeverre en vanaf wanneer Nederlandse bevolkingsgroepen en organisaties van de Holocaust op de hoogte waren. In 2006 publiceerde Ies Vuijsje een controversiële these in zijn boek Tegen beter weten in, namelijk dat vrijwel alle Nederlanders tot in de details moeten hebben geweten wat er in de vernietigingskampen gebeurde, maar dit na de oorlog moedwillig hebben ontkend om van hun schuldgevoel af te komen. Zelfs de drie grote Nederlandse Holocausthistorici Loe de Jong, Abel Herzberg en Jacques Presser zouden bewust bronnen hebben genegeerd en verdraaid. Historici bekritiseerden Vuijsjes ongenuanceerde beweringen en dat hij de veronderstelde mate van kennis sterk overdreef. De meeste burgers wisten wel dat er werkkampen waren voor Joden waar het leven zwaar was, maar dat de meesten bij aankomst onmiddellijk vergast werden, wist lang niet iedereen.

## In hedendaagse context
De term wordt weleens gebruikt wanneer men vermoedt dat een persoon of organisatie een misstand wel zou moeten weten, maar wegkijkt. Zoals een directeur tijdens een boekhoudschandaal die beweert van niets te weten maar wel formeel verantwoordelijkheid draagt. De term is beladen.
Op 23 april 2010 werd deze term gebruikt door kardinaal Simonis, tijdens een uitzending van Pauw & Witteman rondom het seksueel misbruik binnen de Rooms-Katholieke Kerk. Hij gaf toe dat de uitspraak beladen was, maar deze zou de situatie correct weergeven. Er barstte een storm van kritiek op Simonis los. Minister van Buitenlandse Zaken Maxime Verhagen zei dat Simonis met die uitspraak "de plank volledig missloeg".
Ton Nijhuis, hoogleraar en directeur van het Duitsland Instituut, zei dat "de uitdrukking 'wir haben es nicht gewusst' vandaag de dag voor huichelarij staat. Het zijn gevleugelde woorden van iemand die liegt." Nijhuis wees erop dat Simonis zelf al had toegegeven dat hij als bisschop van 'minder dan tien' misbruikgevallen wist. Het gegeven dat hij naliet om actief te onderzoeken of er een algemener patroon was, wijst erop dat hij het gewoon niet wilde weten. Op 24/25 april bleef Simonis bij zijn uitspraak, hij verklaarde echter telefonisch aan een Trouw-journalist dat hij zich niet had gerealiseerd dat "juist doordat de formulering 'Wir haben es nicht gewusst' zo vaak is gebruikt door mensen die het wél wisten, de uitdrukking de bijbetekenis heeft gekregen van 'ontlopen van verantwoordelijkheid'. Op 26 april betuigde Simonis spijt over zijn 'achteraf ongelukkig gekozen' woorden.